# Валеріан (Рудич)
Єпископ Валеріан (в миру Василь Несторович Рудич; (12 (24) квітня 1889 , Мізяківські Хутори, Подільська губернія  — 27 лютого 1938 , Іжемський район, Республіка Комі ) — єпископ Російської православної церкви, єпископ Кирилівський, вікарій Новгородської єпархії.

## Біографія
Василь Несторович Рудич народився 12 квітня 1889 року в селі Мізяківські Хутори Подільської губернії. За одними джерелами батьками його були селяни; за іншими джерелами — народився він у родині фельдшера. старший брат Каллінік служив священиком в м.Брацлаві Подільської губернії. Молодший брат Віктор Рудич і сестри Євгенія Шатковська і Олена Червенчук проживали в Українській РСР, з ними єпископ не підтримував зв'язки.
Закінчив Тиврівське духовне училище. У 1910 році з відзнакою закінчив Подільську духовну семінарію. У 1914—1916 роках навчався в Московській Духовній Академії, яку закінчив зі ступенем кандидата богослов'я.
З 1 березня 1917 року був професорським стипендіатом Московської Духовної Академії, згодом удостоєний ступеня магістра богослов'я, до весни 1918 року був доцентом МДА. Взимку 1917 пострижений в чернецтво з ім'ям Валеріан, 1 березня 1917 висвячений у сан ієромонаха.
Був учасником З'їзду вченого чернецтва, який відбувся 7—14 липня 1917 року в Московській духовній академії.
Брав участь в роботі Помісного Собору РПЦ 1917—1918 років.
З 15 серпня 1918 року служив в Рашкові, в травні того ж року призначений настоятелем Троїцького монастиря в Кам'янці-Подільському, зведений в сан архімандрита. 6 раз короткочасно арештовувався петлюрівцями і представниками радянської влади.
25 травня (7 червня) 1921 хіротонізований на єпископа Проскурівського, вікарія Подільської єпархії. Архієрею доводилося жити як в Проскурові, так і в Кам'янці-Подільському, в Троїцькому монастирі Кам'янця-Подільського. У 1920 році піддався арешту. В кінці червня 1922 заарештований в Проскурові, звинувачений в контрреволюційній діяльності. Висланий з України. З 9 серпня 1923 року жив в московському Даниловому монастирі.
16 вересня 1923 року призначений єпископом Ржевським, вікарієм Тверської єпархії. До місця призначення виїхати не зміг.
З 16 жовтня 1923 року тимчасово керував Смоленською єпархією. Активно протидіяв обновленському розколу в єпархії. 4 березня 1924 року затверджений єпископом Смоленським.
У початку 1924 року проживав в Харкові, звідки був висланий до Москви без права без права виїзду. 16 квітня 1924 року заарештований у Москві, укладений до Бутирської в'язниці, 27 квітня звільнений. У Москві до 11 грудня 1924 року служив в Даниловому монастирі.
11 грудня 1924 року знову арештовано за підозрою в «антирадянській контрреволюційній діяльності», яка полягала в складанні списків архієреїв РПЦ (канонічних і неканонічних), що піддавалися переслідуванням з боку радянської влади. Після арешту було пред'явлено звинувачення: «поширення неправдивих чуток і відомостей на адресу радянської влади, що ним поширювались як серед чернецтва Данилова монастиря, так і серед осіб, що мали до нього якесь відношення». На слідстві підтвердив, що збирав відомості про російський єпископат.
До 19 червня 1925 року перебував у Бутирській в'язниці під слідством. 19 червня 1925 засуджений Особливою Нарадою при Колегії ОГПУ за статтею 73 КК РРФСР до 3 років заслання в Середню Азію. Висланий до Кара-Калпацької АО, в місто Турткуль, потім в місто Ходжейлі, де знаходився з листопада 1926 по 28 березня 1928 року. 5 жовтня 1927 року брав участь в зборах 6 засланих єпископів в м. Ходжейлі, на якому було вирішено прийняти Декларацію 1927 р. митрополита Сергія (Страгородського) і вітати легалізацію органів церковного управління. Після закінчення заслання 28 березня 1928 року відбув до Москви.
З 28 квітня (11 травня) 1928 року — єпископ Рославльський, вікарій Смоленської єпархії.
З 11 (24) травня 1928 року — єпископ Шадринский, вікарій Пермської єпархії. У 1928 році тимчасово керував Свердловською єпархією.
Служив в Хрестовоздвиженській церкві Свердловська до її закриття в лютому 1930 року.
З 30 квітня (13 травня) 1930 по 6 листопада 1930 року - єпископ Ржевський.
З 29 жовтня (11 листопада) 1930 року — єпископ Бакинський. До місця призначення виїхати не зміг.
У 1931 році призначений тимчасово керуючим Свердловською єпархією, проте до місця призначення виїхати не зміг.
З 16 (29) вересня 1931 року до 1934 року — єпископ Кирилівський, вікарій Новгородської єпархії. Жив у м. Тихвіні Ленінградської області. У 1932—1934 роках тимчасово керував Череповецькою єпархією. У 1933 р. піддався короткочасному арешту за підозрою «в участі в контрреволюційній організації».
1 січня 1934 заарештований у себе на квартирі в Тихвіні у справі «евлогієвців» (справа професора Петербурзької академії Соколова Івана Івановича). Під час арешту у Владики було вилучено: «іконка з ланцюжком» (панагію), «хрест з ланцюжком і іконкою», чотки, пояс мотузковий, дерев'яний хрест і молитовник. Акт медичного обстеження повідомляє про те, що заарештований переніс висипний тиф.
Зі свідчень Владики з'ясувалося наступне: в своєму кафедральному місті Владика не бував, в Тихвін прибув з Ленінграда в жовтні 1933 року, жоден з 17 районів, що належать до його єпархії, не відвідував, та й не зміг би відвідати, так як заарештований був уже через 2 місяці 31 грудня 1933 року. Виїжджав двічі в Ленінград: 2-3 жовтня їздив за особистими речами, 6 грудня служив в Олександро-Невській лаврі.
Владика Валеріан був поміщений у в'язницю міста Тихвін 1 січня 1934 р. Перший допит Владики був зроблений в Тихвінському районному відділенні ОГПУ. Владика повідомив, що в самому Тихвіні він служив щодня. Зі свідчень єпископа Валеріана: «Крім міських тихвінських священиків нікого з таких не знаю… З закордоном ніколи зв'язків не мав і не маю. Крім російської, володію французькою мовою, знав німецьку і частково англійську мову». Через кілька днів Владика був переведений до Ленінграда, поміщений в Ленінградський ДПЗ із зарахуванням за 3-им відділенням Секретно-політичного відділення Повноважного представництва ОГПУ (СПО ПП ОГПУ). Наступний протокол позначений 13 січня 1934 року. Він складався більш цілеспрямовано, з упором на «контрреволюційні» зв'язку, організацію «осередків», «повстанський рух», підготовку іноземної інтервенції, диверсійні акти та інше. Важко визначити, що насправді говорив Владика, але протоколи він підписав і винним себе визнав.
До справи «евлогіївців» було залучено 175 осіб. У їх числі професура СПб ДА: Іван Іванович Соколов, Іван Олексійович Карабінів. Крім того, єпископ Сергій (Зінкевич), дві його рідні сестри, обидві хворі на туберкульоз, черниці Анна і Ольга, їх племінниця і вихованка Любов Вознесенська. Трійка при ПП ОГПУ по Ленінградському військовому округу 3 березня (25 лютого?) 1934 трійка при ПП ОГПУ по Ленінградському військовому округу засудила владику Валеріана за ст. ст. 58-10, 58-11 КК РРФСР до 8 років ВТТ. Розділ III резолютивної частини тому називається «Структура ленінградської організації Евлогіївців». У ньому підрозділ «Єдиний керівний центр» (всього 5 осіб) починається ім'ям єпископа Валеріана (Рудича).
Ув'язнення відбував у Ухтинському таборі, а після його скасування 5 грудня 1936 року в Комі АРСР.
У 1937 році, перебуваючи вже на засланні (місце заслання невідомо) був знову заарештований.
Трійка при УНКВС СРСР по Архангельській області 27 грудня 1937 році за звинуваченням у «контрреволюційній агітації» засудила владику Валеріана до вищої міри покарання - розстрілу. Вирок було виконано 27 лютого 1938 року.
Реабілітований Прокуратурою Московської області 31 серпня 1993 року за вироком 1925 року репресій.
У 2003 році комісія з канонізації святих УПЦ вважала за можливе загальноцерковне прославляння мученика ХХ століття єпископа Валеріана (Рудича).